# Двигатель Toyota ZZ
Двигатели Toyota серии ZZ — рядные 4-цилиндровые бензиновые двигатели производства Toyota. Двигатели серии ZZ состоят из литого алюминиевого блока двигателя с тонкостенными чугунными гильзами цилиндров и алюминиевой 16-клапанной головки цилиндров с двумя распредвалами. Распределительные валы имеют цепной привод. Два двигателя серии, 1ZZ и 2ZZ, объёмом 1,8 л, имеют различные диаметр цилиндра и ход поршня. Первый был оптимизирован для экономики и крутящего момента, максимум которого приходится на средние обороты, в то время как последний оптимизирован для более высоких оборотов. Серия ZZ пришла на замену достаточно популярной серии двигателей A

## 1ZZ

### 1ZZ-FE

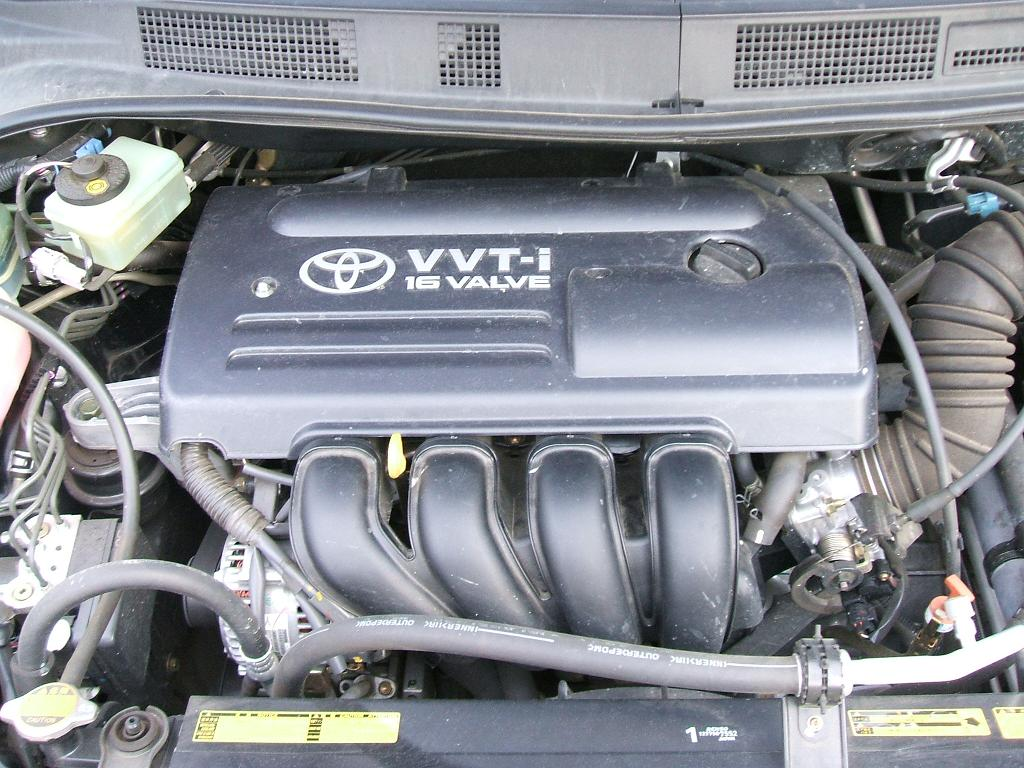
1ZZ-FE

Двигатель 1ZZ-FE имеет рабочий объём 1,8 л (1794 куб. см), и построен в Буффало, штат Западная Виргиния. Его производство в Кембридже, штат Онтарио, было прекращено в декабре 2007 года. Диаметр цилиндра 79 мм и ход поршня 91,5 мм. Степень сжатия 10,0:1. Мощность двигателя начинается от 120 л.с. (89 кВт) при 5600 оборотах в минуту и крутящий момент 165 Нм при 4400 оборотах в минуту и до 143 л.с. (105 кВт) при 6400 оборотах в минуту и 170,6 Нм при 4200 оборотах в минуту. TRD нагнетатель в комплекте доступен на моделях 2003—2004 годов Corolla, Matrix и Vibe.
1ZZ-FE устанавливался на автомобили:
- Toyota Corolla CE/LE/S/VE, Fielder, Runx (Япония), Altis (Азия)
- Toyota Allion
- Toyota Premio
- Toyota Vista и Vista Ardeo
- WiLL VS
- Toyota Caldina
- Toyota RAV4
- Chevrolet Prizm
- Pontiac Vibe
- Toyota Celica GT
- Toyota Matrix XR
- Toyota Avensis
- Toyota Opa
- Toyota Isis
- Toyota Wish
- Toyota Corolla Verso

Toyota объявила о добровольном отзыве с 2005 по 2008 годы Toyota Corolla и Matrix, оснащённых двигателями 1ZZ-FE. Проблема заключалась в модуле управления двигателем, в результате чего могли резко переключаться передачи, глох двигатель. Кроме того, Pontiac объявила о добровольном отзыве Pontiac Vibe с 2005 по 2008 год по той же причине.

### 1ZZ-FED
Двигатель 1ZZ-FED похож на 1ZZ-FE, но строился в Шимояма, Японии. Мощность двигателя 140 л.с. (104 кВт) при 6400 оборотах в минуту, крутящий момент 171 Нм при 4200 оборотах в минуту. Увеличение мощности произошло вследствие увеличения клапанов (впуск 32 мм, выпуск 27.5, что больше, чем у 1ZZ-FE 2002-2008 годов выпуска) и ревизии каналов ГБЦ. Система питания - многоточечный впрыск.
1ZZ-FED устанавливался на автомобили:
- Toyota Corolla
- Toyota Celica GT
- Toyota MR2 Spyder
- Toyota Wish 1,8
- WiLL VS 1,8

### 1ZZ-FBE
Специальная модификация 1ZZ-FE для топлива E100 Ethanol, применяемого в Бразилии.
1ZZ-FBE устанавливался на автомобили:
- Toyota Corolla (только в Бразилии)

## 2ZZ

### 2ZZ-GE

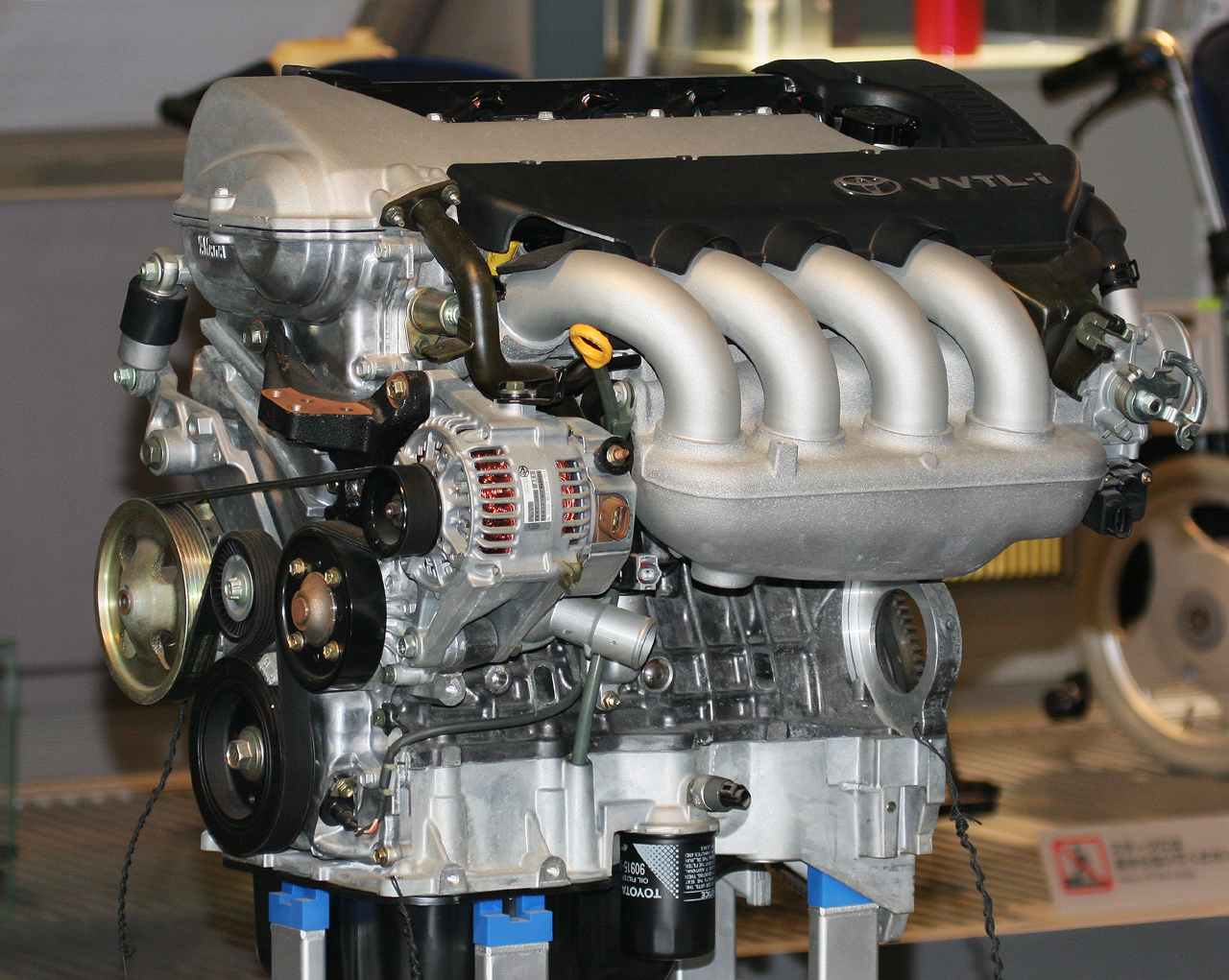
Двигатель 2ZZ-GE

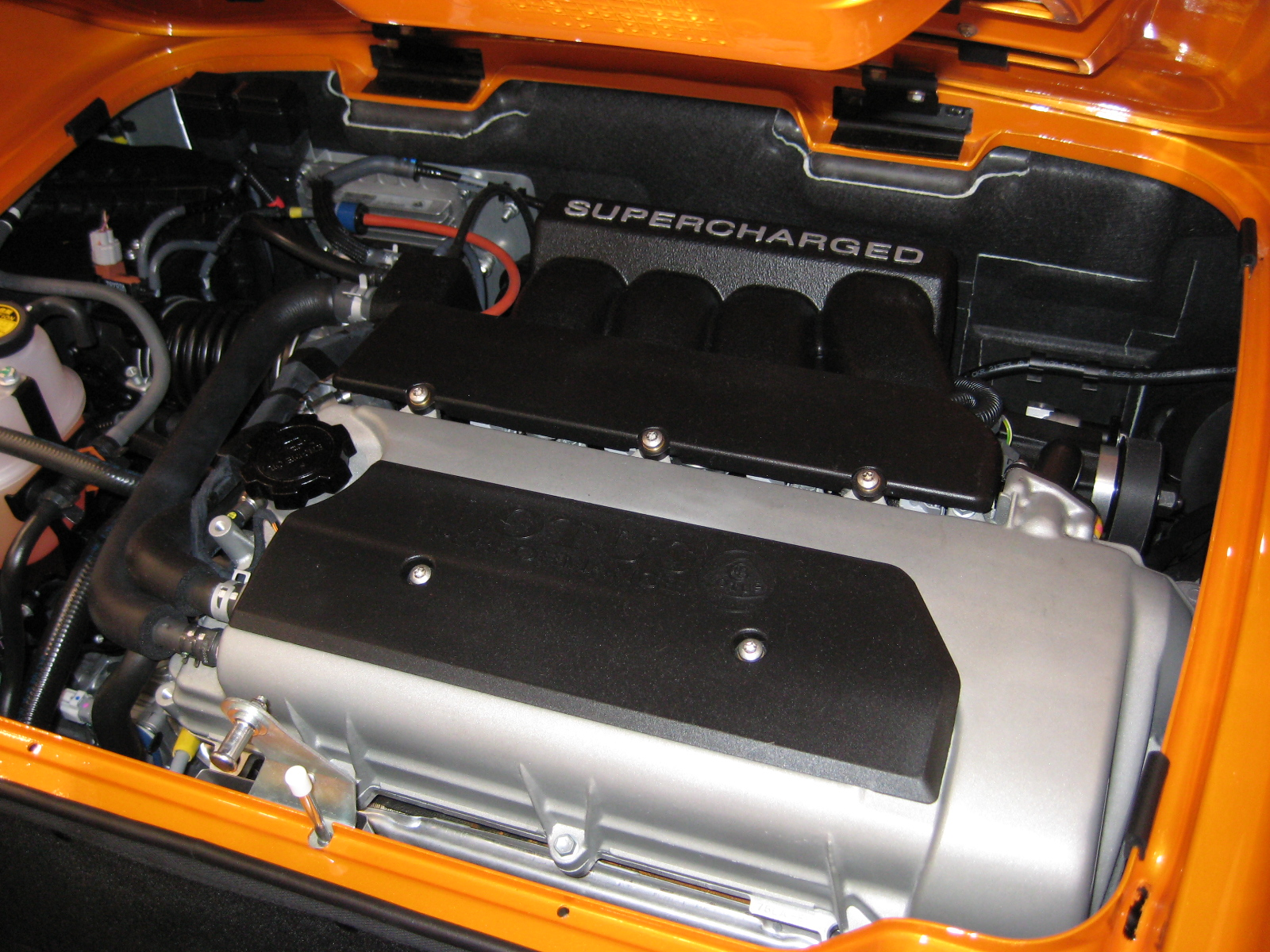
2ZZ-GE в Lotus Elise SC с установленным ременным нагнетателем Eaton

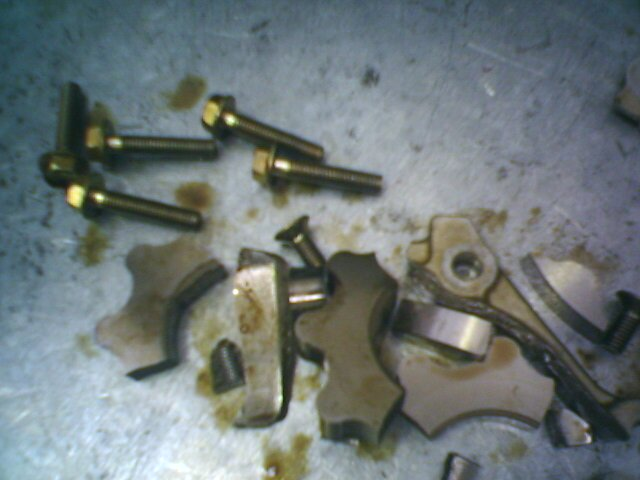
Разрушившийся масляный насос

Двигатель 2ZZ-GE имеет объём 1,8 л (1796 куб.см), и строился в Японии. Диаметр цилиндров составляет 82 мм и ход поршня 85 мм. Степень сжатия 11,5:1. Мощность этого двигателя варьируется в зависимости от автомобиля и настройки. Так на Celica GT-S, Corolla T-Sport, Lotus Elise и Lotus Exige, мощность 141 кВт (192 л.с.), но в американских версиях Corolla, Matrix, Pontiac Vibe развивается только 180 л.с. Различные показатели мощности связаны с изменением процедуры динамометрического тестирования. Австралийский вариант Corolla Sportivo имеет 141 кВт при 7600 об/мин и 181 Нм крутящего момента. Компрессоры и нагнетатели с промежуточным охлаждением на Corolla и Lotus Exige S позволяют достигать 225 л.с. (165 кВт), в то время как нагнетатель на Exige 240R увеличивает мощность до 240 л.с. (177 кВт).
Уникальный для серии ZZ, 2ZZ-GE использует систему двойного профиля распределительного вала для получения дополнительной мощности, 2ZZ-GE был первым серийным двигателем на американском рынке, объединившим изменение фаз газораспределения с двойным профилем распредвала. В таблице ниже приведены спецификации двух профилей распредвала.
|         | Впуск | Впуск       | Выпуск | Выпуск      |
|         | Фаза  | Ход клапана | Фаза   | Ход клапана |
| Низкий  | 228°  | 7,6 мм      | 228°   | 7,6 мм      |
| Высокий | 292°  | 11,2 мм     | 276°   | 10,0 мм     |

За исключением MR2 2003 года и европейской Celica с 1ZZ двигателем, 2ZZ двигатель единственный в серии ZZ шёл с шестиступенчатой механической коробкой передач, а также единственный, который был доступен с четырехскоростными типтрониками. Эти коробки были уникальны для этого двигателя; с тех пор, только несколько двигателей Toyota были в паре либо с шестиступенчатой механической или типтроником (и только один двигатель, 4GR-FSE, был в паре с обоими коробками).
Модели Matrix и Corolla XRS 2004 года и более новые были оснащены системой дополнительной подачи воздуха и имеют дополнительное отверстие над каждым выпуском в голове блока, где воздух вводится для достижения полного сжигания топлива до того, как выхлопной поток достигает катализатора.
2ZZ-GE устанавливался на автомобили:
- Toyota Celica SS-II (Япония, 187 л.с.)
- Toyota Celica GT-S (США, 180 л.с.)
- Toyota Celica 190/T-Sport (Великобритания, 189 л.с.)
- Toyota Corolla Sportivo (Австралия, 189 л.с./180 Нм)
- Toyota Corolla TS (Европа, 189 л.с.)
- Toyota Corolla Compressor  (Европа, турбированный, 222 л.с.)
- Toyota Corolla XRS (США, 164/170 л.с.)
- Toyota Corolla Fielder Z Aero Tourer (Япония, 196 л.с.)
- Toyota Corolla Runx Z Aero Tourer (Япония, 187 л.с.)
- Toyota Corolla RunX RSi (ЮАР, 141 кВт/180 Нм)
- Toyota Matrix XRS (США, 164—180 л.с.)
- Pontiac Vibe GT (США, 164—180 л.с.)
- WiLL VS 1,8
- Lotus Elise (Северная Америка/Великобритания, 190 л.с.)[3]
- Lotus Exige (США/Великобритания, 190 л.с. NA и 243 л.с. турбированный)[4][5]
- Lotus 2-Eleven (США/Великобритания, турбированный, 252 л.с.)

## 3ZZ

### 3ZZ-FE
Двигатель 3ZZ-FE имеет объём 1,6 л (1598 куб.см) и производился в Японии. Его устанавливали в Toyota Corolla Altis, который продаётся в азиатских странах, таких как Сингапур, Малайзия, Филиппины, Таиланд, Пакистан (SE Saloon) и на Тайване; и в седан Toyota Corolla, продающийся в Шри-Ланке и в России с 2001 по 2006гг., который устанавливался на кузов Е120. В Южной Африке, двигатель устанавливался в Runx 160 и Corolla 160.
Внешний дизайн кузова автомобиля и шасси такая же, как у американской Corolla. Диаметр цилиндров 79,0 мм и ход поршня 81,5 мм. Мощность двигателя 109 л.с. (81 кВт) при 6000 об/мин. Крутящий момент 150 Нм при 3800 об/мин. Предпочтительной моторное масло 5W30 класса SL/SM.
3ZZ-FE устанавливался на автомобили:
- Toyota Corolla (Европа и Средний Восток, 109 л.с.)
- Toyota Corolla Altis (Азия, 110 л.с.)
- Toyota Corolla RunX 160 (Южная Африка, 81 кВт при 6000 и 146 Нм при 4400)
- Toyota Corolla XLi (E120) (Бразилия, 110 л.с.)
- Toyota Avensis (Европа, 109 л.с.)
- Toyota Corolla/RUNX (Россия, 110 л.с.)

## 4ZZ

### 4ZZ-FE
Двигатель 4ZZ-FE имеет объём 1,4 л (1398 куб.см). Диаметр цилиндра 79,0 мм и ход поршня 71,3 мм. Мощность двигателя 97 л.с. (71 кВт) при 6000 об/мин и крутящий момент 130 Нм при 4400 об/мин.
4ZZ-FE устанавливался на автомобили:
- Toyota Corolla
- Toyota Auris
- Toyota RunX 140